# Сун Цы
Сун Цы (кит. 宋慈, пиньинь Sòng Cí, 1188—1251) — китайский учёный, выдающийся специалист по судебной медицине, государственный служащий времен династии Сун.

## Биография
Родился в 1188 году в уезде Цзяньян Цзяньнинской управы. Происходил из семьи мелкого служащего, который дослужился до должности судьи в Гуанчжоуской управе. После окончания высшей школы (тайсюэ) в Цзяньяне получил высшую ученую степень цзиньши. Начал служебную карьеру регистратором в Синьфэне (современная провинция Цзянси). После участия под председательством сановника Чэнь Вэя в подавлении беспорядков на северо-западе современной провинции Фуцзянь, назначен в этих же местах правителем уезда Чантин.
В 1239 году стал судебным интендантом Гуаннаньдунской области, впоследствии занял такую именно должность в Ганьчжоуской области. В 1241 году Сун Цы был назначен правителем Чанчжоуской области. На этой должности он способствовал Ши Нэнчжи в подготовке новой редакции местного краеведческого справочника, который увидел свет в 1268 году.
Когда в 1247 году Чэнь Вэй стал военным губернатором Хунаньского региона, Сун Цы возглавил там судебную власть и получил богатый опыт в судебной медицине, посещая экспертизы следователей, которые вели дела о скоропостижной или насильственной смерти, исследуя трупы жертв, убитых разными способами. В 1248 году Сун Цы получил должность военного губернатора Гуаннаньдунской области. Умер в 1251 году. Похоронен в своем родном городе, где еще в 1970-х годах сохранялась его могила.

## «Си юань цзи лу»
Су Цы написал в 1247 году «Си юань цзи лу» 洗冤集錄 («Собрание отчетов о снятии несправедливых обвинений»), другой вариант «Сун тисин си юань цзи лу» («Собрание записей судьи Суна о реабилитации») — первую в мире систематическую работу по судебной медицине, в частности в отношении вскрытия трупов и установка 53 причин смерти. Она опередила на три с половиной века наиболее раннюю западную публикацию на эту тему итальянца Гортунато Феделе, опубликованную в 1602 году.
В «Си юань цзи лу» Сун Цы опирался не только на собственный опыт, но и на труды предшественников, прежде всего выделив анонимное произведение X—XII веков «Нэй шу лу» 内恕录 («Сочувствующие записи») как самую раннюю работу по судебной медицине. Однако в приоритете с ним может конкурировать «И юй цзи» 疑狱集 («Сборник невыясненных дел») Хэ Нина и его сына Хэ Мэна. «Си юань цзи лу» был опубликовано по императорскому декретом юридической палатой Хунани и стал практическим руководством для судебных чиновников последующих поколений к началу XX века. Трактат лег в основу многих работ по судебной медицине: «У юань лу» («Записи о судебной непогрешимости», 1308 года) Ван Юя, «Си юань лу цзянь ши» («Комментарии и толкования к „Отчету о снятии несправедливых обвинений“») Ван Кэньтана, «Си юань хуй бянь» («Свод материалов о снятии несправедливых обвинений») Цзэн Шэньчжая, «Си юань лу бу» («Дополнение „Отчета о снятии несправедливых обвинений“», середина XVII века) главы департамента в ведомстве наказаний Ван Минде, «Си юань лу» («Отчеты о снятии несправедливых обвинений», 1694 год) официального комитета законов, «Си юань лу цзи чжэн» («Подтверждение „Отчетов о снятии несправедливых обвинений“» 1796 года) Ван Юхуэя, «Си юань лу бянь чжэн» («Поправки „Отчета о снятии несправедливых обвинений“» 1827 года) Цю Чжунжуна и «Бу си юань лу» («Дополнения к „Руководству по судебной медицине“», начало XX века) Шэнь Цзябэня. Древнейшее издание книги Сун Цы эпохи Юань хранится в библиотеке Пекинского университета. Книги переведены на корейский, японский и английский языки.

## Содержание работы
Хотя переводчик Г. Джайлз в 1901 году назвал ее «курьезной книгой по медицинской юриспруденции» с «большим количеством чуши» вроде того, что у человека 365 костей, как дней в году; зубов бывает 24, 28, 32 и 36; у мужчин 12 ребер в каждой стороне (8 длинных и 4 коротких), а у женщин — 14, в «Си юань цзи лу» отражено немало реалий судебно-медицинской практики. Выходя за неизбежные в подобных случаях традиционные каноны и мифологемы, материалы Сун Цы в значительной степени отвечают требованиям современной судебной медицины не только тематикой, но и методикой. Он привел данные о развитии и строении человеческого тела, подробно описал структуру скелета и функции его различных членов. Отдельно рассмотрел различные патологии, а также вопросы фармакологии, диагностики, терапии, хирургии, гинекологии, педиатрии и ортопедии. Сообщил юридические и гигиенические правила судебно-медицинского исследования трупов, в частности, то, что перед экспертизой тело и раны должны быть вымыты, чтобы предотвратить инфицирование и деформации ран, их дезинфицируют отваром уксуса с добавлением незрелого чернильного орешка. Показал схожий с современной ультрафиолетовой экспертизой уникальный метод рассмотрения невидимых ран на костях, которые становятся видимыми под желтым зонтиком.
Поскольку при судебно-медицинской экспертизе в то время к аутопсии прибегали редко, в книге больше сообщается о внешних признаках смерти. Подробно описаны признаки удушения, повешения, утопления, сожжения и отличия убийства и самоубийства. «Так, в одном случае Сун Цы отметил, что нож, которым какой-то крестьянин предположительно совершил самоубийство, находился свободно в его руке, а на теле была колотая рана, указывала, что при его извлечении применялось больше силы, чем при втыкании. Это наблюдение повлекло дополнительное расследование, в результате которого выяснилось, что крестьянина убил землевладелец, который облюбовал его женщину. Убийца вложил нож в руку жертвы и подкупил нескольких чиновников, чтобы те признали его самоубийцей».
Признаки смерти автор часто стремится объяснить на основе физиологии, в частности, утверждая, что трупные пятна на теле образуются за счет застоя крови, возникшего из-за внезапного прекращения кровообращения. Как и для современных судебных врачей, для Сун Цы трупные пятна — один из индикаторов причины и обстоятельств смерти. «Например, при смерти из-за сыпного тифа на трупе появляются темно-красные пятна, а из-за столбняка — сокращения мышц во рту, глазах, руках и ногах. У утопающих наблюдается вздутие живота, пена изо рта, окоченение конечностей и проч., что отличает их от трупов, брошенных в воду. Если при нажатии пальцем в область раны она кажется мягкой и меняет окраску после отнятия пальца, то рана была нанесена посмертно, в противном случае — за жизнь жертвы. Если место перелома кости не окрашено кровью, то он был осуществлен посмертно».
Сун Цы много внимания уделял токсикологии, перечислив ядовитые вещества: ртуть, белый мышьяк (триоксид мышьяка), ядовитые грибы и прочие и рассмотрел признаки отравления и противоядия. Привел тест отравления через рот. Надо взять серебряную булавку, чисто вымыть в настойке рожкового дерева (гледичия сладкая) и поместить ее конец в горло жертвы, закрыв ей рот бумагой. Если вынутая через некоторое время шпилька становится темно-синего цвета и не отмывается, то яд был принят, а иначе — нет. Этот тест особенно эффективен при отравлениях сульфидами. Поскольку яд (ду) гадюки или других ядовитых змей за короткое время приводит к смерти при укусе, спасательные меры надо принимать быстро. Можно вырезать острым ножом часть тела со следом укуса или следует перетянуть веревкой или тряпкой укушенную часть тела, чтобы предотвратить проникновение яда. Затем спасатель, наполнив рот уксусом или вином, должен отсосать яд и выплюнуть слюну, повторяя до тех пор, пока в месте укуса не исчезнут признаки воспаления и опухоли. Против отравление белым мышьяком Сун Цы предлагал оперативный средство: пострадавшему дают съесть больше дюжины сырых яиц, смешанных с тремя цянями (1 цянь = 3,73 г) квасцов. Со рвотой, вызванной прежде всего галуном, потерпевший изрыгнёт весь принятый мышьяк, но этот состав действует не только как рвотное средство. Яичный белок способен химически соединяться с мышьяком, образуя твердый и нерастворимый в воде продукт. Так, белый мышьяк нейтрализуется и может безболезненно выведен из организма, в противном случае он вызвал бы быструю смерть, поскольку легко попадает в кровь через стенки желудка.
Сун Цы описал и другие виды скорой помощи, в частности, подобие современной техники искусственной вентиляции легких (у повесившегося) или обработку свежих ран и фиксацию переломов при помощи шин, дал много важных практических советов.